# 安东尼奥马廷斯
安东尼奥马廷斯是巴西北大河州的一个市镇。总面积244.62平方公里，总人口6161人，人口密度25.2人/平方公里。